# Atyinai mészárlás
Az atyinai mészárlás (horvátul: pokolj u Voćinu) 43 polgári lakosnak a szerb Fehér Sasok félkatonai egység által 1991. december 13-án történt meggyilkolása a horvátországi Atyinán (Voćin), a horvátországi háború idején. A mészárlást azután hajtották végre, hogy az egység parancsot kapott a falu elhagyására, mielőtt a Horvát Hadsereg (Hrvatska vojska – HV) a Papuk–91 hadművelet során visszafoglalta volna a területet. Az áldozatok mindegyike helyi horvát volt, egy szerb kivételével, aki megpróbálta megvédeni szomszédait. A gyilkos eszköz többnyire lőfegyver volt, bár néhány áldozatot baltával illetve láncfűrésszel öltek meg, vagy halálra égették őket. Az áldozatokon a kínzás jelei mutatkoztak, és eltemették őket. Végül december 13-ról 14-re virradó éjszaka a Fehér Sasok a falu 550 éves templomát is felrobbantották.
A HV december 14-ről 15-re virradó éjjel foglalta vissza Atyinát, ahonnan a szerb lakosság az előző éjszaka távozott. Ezt követően a horvát katonák felgyújtották a falu szerb tulajdonú házait. Nem sokkal ezután Frank McCloskey akkori amerikai kongresszusi képviselő bejárta a környéket, és másnap egy zágrábi sajtótájékoztatón nyilvánosságra hozta a gyilkosságokat, népirtásnak nevezve azokat. McCloskey dr. Jerry Blaskovichot, a Dél-Kaliforniai Egyetem Los Angeles Megyei Kórháza Orvosi Központjának klinikai docensét kérte fel, hogy vegyen részt a gyilkosságok kivizsgálásában.
A volt Jugoszláviával foglalkozó Nemzetközi Büntetőtörvényszék (ICTY) később Slobodan Miloševićet vádolta meg a gyilkosságokkal, Vojislav Šešeljt pedig az atyinai nem szerb lakosság deportálásával. 2015-ben a Nemzetközi Bíróság kimondta, hogy az atyinai mészárlás nem volt népirtás, és kijelentette, hogy Horvátország nem szolgáltatott elegendő bizonyítékot azon állításának alátámasztására, miszerint 1991 decemberében szerb erők gyilkoltak meg horvátokat ezen a helyen.

## Előzmények
Az 1991-es horvátországi jugoszláv hadjárat keretein belül a Jugoszláv Néphadsereg 5. (banja lukai) hadteste azt a feladatot kapta, hogy Horvátországon keresztül észak felé, a nyugat szlavónia régióban, Okucsánytól Daruvárig és Verőcéig, valamint másodlagos irányként Okucsányból Kutenya felé nyomuljon előre. Ez a feladat lényegében összhangban volt azzal a vonallal, amelyet a Kelet-Szlavóniából előrenyomuló JNA főcsapása egy hét alatt várhatóan el kellett érjen. Az elérendő célt úgy tervezték, hogy megkönnyítse a további előrenyomulást nyugat felé, Zágráb és Varasd irányába.
A JNA-t a Horvát Nemzeti Gárda (Zbor Narodne Garde - ZNG) Novszka, Újgradiska és Pakrác között megállította, így SAO Nyugat-Szlavónia területivédelmi erői (Teritorijalna Obrana - TO) a Bilo-hegységben és Pakráctól északra, a Papukban, Verőcén és Szalatnokon JNA támogatás nélkül maradtak. A szerb TO-t szerb félkatonai alakulatok is támogatták, akiket még októberben telepítettek a Papuk-hegységben fekvő Atyina faluba.
A félkatonai csoportok a Vojislav Šešelj irányítása alatt álló Fehér Sasok voltak, aki a következő hónapban meglátogatta Atyinát, és a félkatonai szervezeteket a horvát lakosság üldözésére bíztatta. Atyina túlélő lakóinak vallomásai szerint a Fehér Sasok mellett több helyi szerb terrorizálta a horvát lakosságot, akiknek száma 1991 végére 80-ra csökkent. A háború előtt a falu lakosságának nyolcvan százalékát a szerbek tették ki.
Október 29-én a ZNG a JNA és a szerb TO Novszka és Újgradiska közelében állomásozó erői ellen elindította Hurrikán–91 hadműveletet, a Bilo-hegységben, Verőcétől délre levő szerb TO-állások ellen pedig az Otkos–10 hadműveletet. A Otkos–10 hadművelet sikerének kiaknázása és a Papuk területének visszafoglalása céljából bevetett horvát erőket november 3-án Horvát Hadseregre (Hrvatska vojska - HV) keresztelték át, és november 28-án elindították a Papuk–91 hadműveletet.

## A gyilkosságok
A HV december 12-én kezdett előrenyomulni Đulovac térségében, amely Atyinától körülbelül 5 km-re nyugatra található, és a TO kénytelen volt visszavonulni a területről. Emiatt a Fehér Sasoknak is el kellett hagyniuk Atyinát, de megparancsolták nekik, hogy ne vigyenek magukkal foglyokat. Utasítást kaptak a szerb lakosság evakuálására is. Azokat, akik nem voltak hajlandók távozni megfenyegették, egy embert pedig megöltek az otthona előtt.
Az Atyinán és két közeli kisebb faluban élő civilek meggyilkolása december 13-án délben kezdődött. A Fehér Sasok gyalogsága legalább egy harckocsival támogatva keresztül vonult a településeken megtámadva a horvát tulajdonú házakat és megölve lakóit. A gyilkosságok és a pusztítás tizenkét órán át tartott, és 43 civil életét követelte. Az áldozatok holttestét megcsonkították, és feltehetően mások figyelmeztetéseként közszemlére tették, abból a célból, hogy meneküljön el, különben elpusztul. Az áldozatok mindegyike horvát polgári lakos volt, kivéve egy 77 éves szerbet, aki megpróbálta megvédeni szomszédait a félkatonai csoportoktól. A legtöbb áldozat idős volt, köztük tizenkét 56–76 év közötti nő és tizenegy 60–84 év közötti férfi.
A meggyilkoltak közül sokat megkínoztak, lánccal vertek és megégettek. A legtöbb áldozatot lövés ölte meg, de nyolc áldozat halálának okát, akiknek holtteste súlyosan megégett, nehéz volt megállapítani, Egy házaspárt lánccal kötöztek meg és elevenen elégettek,  két nőt baltával vagy hasonló éles tárgyakkal öltek meg,  közülük az egyiknek több fejszecsapást mértek a fejére. Egy másik házaspárt lefejeztek, fejüket pedig zsákokba dobták. A többieket megvédeni próbáló szerb civilt is megverték, égő cigarettával és megtüzesített láncokkal megkínozták, majd megnyúzták.
Hajnali 3 órakor a félkatonai csoportok lerombolták az atyinai Sarlós Boldogasszony római katolikus plébániatemplomot. Az 550 éves gótikus műemléképületet azelőtt lőszerraktárnak használták. A robbantás után a templomnak csak egyetlen fala maradt állva. Becslések szerint több tonna robbanóanyagot használtak fel erre a célra. Ezzel egyidőben állítólag a délebbre fekvő Bokane, Krasković, Miokovićevo és Zvečevo falvak hozzávetőleg 20 horvát lakosát ölték meg.

## Következmények
A HV december 14-ről 15-re virradó éjszaka foglalta el Atyinát, a falu szerb lakossága előző este elmenekült. Ezt követően a horvát katonák felgyújtottak sok olyan házat, amelyek a faluban egykoron lakott szerbek tulajdonában voltak.  A település visszafoglalását követően az elsők között érkezett a faluba Frank McCloskey az ENSZ horvátországi tényfeltáró küldötte.
A látottak után McCloskey megkérte egyik segítőjét, hogy másnap szervezzen sajtótájékoztatót Zágrábba, közben pedig segítője révén meggyőzte dr. Jerry Blaskovichot, a Dél-Kaliforniai Egyetem Los Angeles Megyei Kórháza Orvosi Központjának klinikai docensét, akit azért küldtek Horvátországba, hogy a vegyi fegyverek állítólagos használatát vizsgálja ki, hogy vegyen részt a gyilkosságok kivizsgálásában. A sajtótájékoztatón McCloskey a gyilkosságokat népirtásnak nevezte. Mark Dalmish, a CNN riportere nem volt hajlandó részt venni a sajtótájékoztatón, mivel a tévétársaság nem hitt a gyilkosságokról szóló jelentéseknek, és állítólag csak akkor kezdett érdeklődni az esemény iránt, amikor Blaskovich részvételét bejelentették.
Az áldozatok holttesteit december 17-én igazságügyi szakértői vizsgálatra a közeli Szalatnokra vitték. Mackley felvette a kapcsolatot a horvát hatóságokkal, és engedélyt kapott az áldozatok boncolásának dokumentálására, de a szalatnoki hatóságok megtagadták a hozzáférést. Ekkor Mackley felhívta Gojko Šušak horvát védelmi minisztert és kérte, hogy lépjen közbe az ő nevében, de a helyi rendőrség állítólag nem engedelmeskedett Šušaknak. Végül a horvát különleges rendőrséget küldték Szalatnokra, hogy érvényesítsék Šušak együttműködési parancsát, ami majdnem fegyveres összecsapást okozott a kérdésben. Az ügy rendezése érdekében a Zágrábi Egyetem Igazságügyi Orvostani Intézete csapatát küldték Szalatnokra a boncolás elvégzésére, a holttestek elhozására, és a fennmaradó eljárás Zágrábban történő elvégzésére.
A pincékben és a kukoricatáblákban menedéket kereső túlélők, valamint a félkatonai csoportok egy elfogott tagja később vallomást tettek a gyilkosságokról, és elkövetőkként a Fehér Sasokat azonosították. Ezenkívül a visszavonuló félkatonai egységek lényeges bizonyítékokat hagytak hátra, beleértve a személyi nyilvántartásokat is, amelyek megerősítették, hogy a szerb katonai erőt a Šešeljhez kötődő Fehér Sasok alkották. A volt Jugoszláviával foglalkozó Nemzetközi Büntetőtörvényszék (ICTY) amerikai háborús bűnökkel foglalkozó nyomozója, John Cencich különleges ügynök egy magas rangú bennfentes tanúval készült beszélgetése alapján megerősítette azt az információt, hogy Slobodan Milošević szerb elnöknek is köze volt a gyilkosságokhoz. Az ICTY Miloševićet 32 atyinai civil halálával vádolta meg. Miloševićet ezt követően letartóztatták, és perbe fogták, de a tárgyalás befejezése előtt meghalt. Az ICTY vádat emelt Šešelj ellen is a nem szerb civilek erőszakos deportálásában való részvétel miatt.  Šešeljt azonban végül minden vád alól felmentették.
2014 márciusában a Nemzetközi Bíróság (ICJ) előtt Horvátország azt állította, hogy az atyinai mészárlás egy nagyobb népirtási akció része volt, amely Szlavónia horvát lakosságának kiirtását célozta meg. 2015-ben az ICJ úgy döntött, hogy bár a bemutatott anyag komoly gyanút vet fel az Atyinában történtekkel kapcsolatban, nem elegendő annak bizonyítására, hogy a horvátokat ezen a helyen szerb erők gyilkolták meg.

## Fordítás
Ez a szócikk részben vagy egészben  a   Voćin massacre című angol Wikipédia-szócikk ezen változatának fordításán alapul.  Az eredeti cikk szerkesztőit annak laptörténete sorolja fel. Ez a jelzés csupán a megfogalmazás eredetét és a szerzői jogokat jelzi, nem szolgál a cikkben szereplő információk forrásmegjelöléseként.